# وارين جويس
وارين جويس (بالإنجليزية: Warren Joyce)‏ (20 يناير 1965 بأولدهام في المملكة المتحدة - ) هو مدرب كرة قدم ولاعب كرة قدم بريطاني في مركز الوسط. لعب مع بريستون نورث إيند وبولتون واندررز ونادي بليموث أرجايل ونادي بيرنلي وهال سيتي.

## وصلات خارجية
- وارين جويس على موقع قاعدة بيانات كرة القدم.إي يو (الإنجليزية)
- وارين جويس على موقع Soccerbase.com (لاعب) (الإنجليزية)
- وارين جويس على موقع Soccerbase.com (مدرب) (الإنجليزية)